# Угорські походи на Південно-Західну Русь

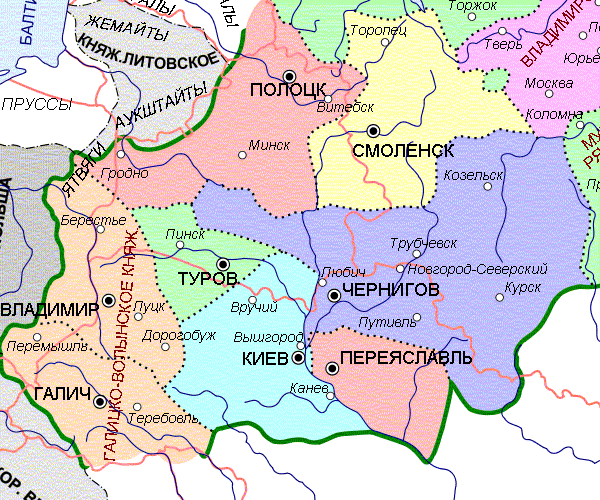
Південно-західні руські князівства на момент монгольської навали 1237—1240

Угорські походи на Південно-Західну Русь — військові експедиції угорців протягом півтисячоліття (898—1377) східніше Карпат. Перша з них відбулася ще на етапі переселення угорців з південноруських степів на Середньодунайську низовину і описана в пізньому джерелі. Остання — похід угорського і польського короля Людовика I на Волинь проти литовців в ході війни за галицько-волинську спадщину.
Основна частина походів відбулась в ході боротьби за владу між князями на заході Русі, коли угорці втручалися в боротьбу як союзники однієї з протиборчих сторін, а потім (в період 1187—1232 років) намагалися включити Галицьке князівство у власні володіння, віддаючи його одному із синів короля. Угорський гарнізон перебував у Галичі не тільки в періоди перебування там королевича, але і союзників угорців (наприклад, княгині Романової у 1205 році, Владислава Кормиличича в 1213, Михайла Всеволодовича у 1237 році).
Походи в зворотному напрямку (руських князів за Карпати) практично не проводилися за рідкісними винятками: в 1241 році в джерелах зазначено участь русичів у ході монгольської навали на Угорщину як підневільних союзників. А в 1282 році Лев Данилович разом з монголами подолав Карпати, але змушений був повернутися на схід для відбиття нападу поляків.

## Походи кінця XI—початку XII століть
Під час війни за західні волості після Любецького з'їзду угорці в 1097 році підтримували Святополка Ізяславича київського, прагнучи приєднати Перемишль, Теребовль і Волинь до своїх володінь, проти Давида Ігоровича і Ростиславичів Галицьких. Святополк був розбитий у битві на Рожному Полі, а угорці — над Вягром.
Після приходу до влади в Києві Володимира Мономаха він також включив Волинь до своїх володіння. Ярослав Святополкович втік до Польщі та Угорщини, але спільні дії виявилися невдалими. Ярослав загинув під час облоги Володимира в 1123 році.

## Походи кінця XII — середини XIII століть
Після смерті Ярослава Осмомисла галицького у 1187 році галицький престол за заповітом зайняв Олег Ярославч. Угорський король Бела III скористався претензіями законного спадкоємця на Галич Володимира Ярославича, щоб посадити в ньому свого сина Андраша. Однак, підтримка імператора Священної Римської імперії Фрідріха Барбаросси і Всеволода Велике Гніздо дозволила повернутися до Галича Володимиру Ярославичу.
У період війни за об'єднання Галицько-Волинського князівства (1205—1245) угорці здійснили десять походів на Галич.
- Перший похід був спрямований на відновлення прав законних спадкоємців, Данила і Василька Романовичів, і закінчився приведенням їх до влади (1211).
- Другий похід у 1212 році був направлений проти галицьких бояр, які вигнали матір Данила.
- Третій похід в 1213 році на Галич був проведений після того, як бояри закликали на князювання Мстислава пересопницького. Однак, похід виявився невдалим через заколот угорської знаті.
- Четвертий похід (1214) було організовано разом з поляками і закінчився зайняття княжого престолу в Галичі угорським королевичем Коломаном (Волинь була віддана Романовичам як компенсація).
- П'ятий похід було організовано після розпаду польсько-угорського союзу і захоплення Галича Мстиславом Удатним (1215 або 1219). Галич захоплено угорцями у 1219 році.
- Шостий похід (1220/1221) було організовано для протидії спробам Мстислава при підтримці Данила і половців повернути Галич, але закінчився його втратою. У 1221 році укладено мирну угоду, скріплену одруженням королевича Андрія з дочкою Мстислава.
- У 1227 році Андраш II провів сьомий похід, захопив Теребовль, але був розбитий Мстиславом під Звенигородом.
- Восьмий невдалий похід у 1230 році було організовано проти Данила, який вигнав з Галича королевича Андрія, який отримав князівство за заповітом Мстислава Удатного.
- Дев'ятий похід провів Андраш II в 1232 році. Він взяв Ярослав і безуспішно взяв в облогу Володимир.
- У 1245 році угорці підтримали претензії на Галич Ростислава Михайловича, який одружився з дочкою Бели IV Ганною. Похід закінчився провалом і загибеллю воєводи Фільнея (див. бій під Ярославом).